# Kasper Tochman
Kasper Tochman, także Kacper (Gaspar) Tochman (ur. 1797 w Łętowni, powiat Leżajsk, zm. 20 grudnia 1880 w Spotsylvanii, Wirginia) – polski prawnik, uczestnik powstania listopadowego i wojny secesyjnej, działacz polonijny w USA.

## Życiorys
Ukończył studia na Wydziale Prawa i Administracji Uniwersytetu Warszawskiego, praktykował w Warszawie jako adwokat. Jako wiceprezes Towarzystwa Patriotycznego pozostawał w bliskich stosunkach z wodzem naczelnym powstania listopadowego, gen. Janem Skrzyneckim oraz Joachimem Lelewelem, Tadeuszem Krępowieckim i Maurycym Mochnackim. Ceniony mówca i publicysta, był również aktywny w Towarzystwie Wychowania Dzieci po Poległych Rycerzach Polskich. Służył jako oficer (porucznik, część źródeł mówi o awansie na majora) w 8 pułku piechoty liniowej. W trakcie walk odznaczył się bohaterstwem i po bitwie pod Białołęką został odznaczony Krzyżem Złotym Orderu Virtuti Militari.
Po klęsce powstania opuścił kraj wraz z korpusem generała Rybińskiego i wyemigrował do Francji. Osiadł w Awinionie, gdzie pełnił funkcję sekretarza Rady Polaków. W sierpniu 1832 złożył podpis pod aktem założenia Komitetu Narodu Polskiego Ziem Zabranych i odbył szereg podróży po Francji dla zwerbowania kolejnych członków. Należał do loży masońskiej „Orzeł i Pogoń”. Bez większego powodzenia pośredniczył między środowiskami polskimi we Francji - Komitetem Narodowym Stałym bliskim Lelewelowi z jednej strony a Hotelem Lambert, Adamem Czartoryskim i Józefem Bemem z drugiej. Wobec braku sukcesów w tej działalności, a także niechęci rządu francuskiego do jego osoby, w 1837 Tochman zdecydował się na wyjazd do USA. 
Początkowo pracował w Nowym Jorku jako nauczyciel języka francuskiego. W 1840 przyjął obywatelstwo amerykańskie i podjął naukę prawa amerykańskiego, co pozwoliło mu w 1845 uzyskać prawa adwokackie i otworzyć w Waszyngtonie kancelarię, wspólnie z Levim Woodburym. Pozostawał nieprzerwanie zaangażowany w działalność polonijną; w latach 1840-1844 prowadził aktywnie akcję propagandową, głosząc około 100 wielkich odczytów na temat sytuacji w Polsce, z czego część przed delegatami kongresów stanowych. Efektem tej akcji było wydanie kilkunastu korzystnych dla polskich emigrantów uchwał przez stanowe legislatury. Wybór przemówień z tego okresu Tochman ogłosił drukiem w 1844 w pracy Na temat społecznych, politycznych i literackich stosunków w Polsce i perspektyw na przyszłość w powiązaniu z polityką Rosji wobec Stanów Zjednoczonych Ameryki.
Tochman podejmował też inicjatywy integracyjne środowiska polskiego. W 1842 zakładał Stowarzyszenie Polaków, a cztery lata później Polsko-Słowiańskie Towarzystwo Literackie, w składzie którego znalazło się także wielu Amerykanów. Utrzymywał stałe kontakty z innymi aktywistami polonijnymi w Ameryce, m.in. Ignacym Szymańskim, Walerianem Sułakowskim i Hipolitem Oladowskim. Poślubił polską emigrantkę z domu Jagiełło i przyjmował w swoim domu (od 1852 mieszkając w stanie Wirginia) polityków amerykańskich różnych opcji, m.in. przyszłego sekretarza stanu w administracji Lincolna Williama Sewarda czy kandydata na prezydenta Samuela Tildena. Bliski Partii Demokratycznej, został wybrany do 10-osobowego grona elektorów stanowych Wirginii.
Duże zainteresowanie i kontrowersje budził proces o prawa spadkowe po Tadeuszu Kościuszce. Tochman występował w nim jako pełnomocnik rodziny Kościuszki, pozostałej na ziemiach polskich pod zaborem rosyjskim. Przeciwko działaniom Tochmana występował wielokrotnie przedstawiciel dyplomatyczny Rosji w USA Aleksandr Bodisko, który ostatecznie doprowadził do odebrania przez sąd amerykański uprawnień procesowych polskiemu emigrantowi.
Gdy Stanami Zjednoczonymi wstrząsnęła wojna secesyjna (1861–1865), Tochman, obrońca niewolnictwa i posiadacz farmy pod Waszyngtonem, opowiedział się po stronie Konfederatów. Współtworzył z Sułakowskim i Oladowskim spośród polskich emigrantów w południowych stanach tzw. „Polską Brygadę” sformowaną w Nowym Orleanie w stanie Luizjana. Początkowo obejmowała ona 14 pułk piechoty Luizjany w ramach osławionej brygady „Tygrysów z Luizjany”. Apogeum rozwoju polskich jednostek służących w armii Konfederacji było utworzenie jeszcze 15 pułku piechoty, także przy udziale Tochmana. „Polska Brygada” brała udział w walkach m.in. w bitwie pod Gettysburgiem (w składzie II Korpusu piechoty Dywizji Johnsona), gdzie 2 lipca 1863 biorąc udział w atakach na wzgórza Culps Hill, poniosła duże straty. Mimo bohaterstwa i zasług Tochman otrzymał jedynie stopień pułkownika, chociaż przez pewien czas sam tytułował się generałem. 
Udział w wojnie po stronie Południa naraził Tochmana na krytykę ze strony Lelewela i bliskich mu kręgów polonijnych; Tochman pozostał jednak zaangażowany w los polskiej emigracji, pomagając m.in. w osiedleniu się w USA byłemu dyktatorowi powstania krakowskiego Janowi Tyssowskiemu.
Po upadku Konfederacji był Komisarzem ds. Imigracyjnych stanu Wirginia, werbując osadników do osiedlenia się w tym stanie. Powstała tam wówczas m.in. kolonia „Nowa Polska”. Pod koniec życia Tochman wycofał się z aktywności publicznej i mieszkał na farmie pod Waszyngtonem. Zmarł w Spotsylvanii w stanie Wirginia w 1880. Pozostawił liczne artykuły i broszury, dotyczące głównie prowadzonych przez siebie procesów oraz akcji odczytowej z lat 40. XIX wieku.